# 2003-as Dakar-rali
A 2003-as Dakar-rali 2003. január 1-jén rajtolt Marseille-ből, és január 19-én ért véget Sarm es-Sejk városában. A 25. alkalommal megrendezett versenyen 162 motoros 130 autós és 51 kamionos egység indult.

## Útvonal
A versenyzők 8.552 km megtétele után, Franciaország, Spanyolország, Tunézia és Líbia,   érintésével jutottak el az Egyiptomi Sarm es-Sejkbe.
| Szakasz | Dátum      | Honnan                | Hová                  | Össztáv (km) |
| ------- | ---------- | --------------------- | --------------------- | ------------ |
| 1       | január 1.  | Marseille             | Narbona               | 265          |
| 2       | január 2.  | Narbona               | Castellón de la Plana | 574          |
| 3       | január 3.  | Castellón de la Plana | Valencia              | 95           |
| 4       | január 5.  | Tunisz                | Tozeur                | 463          |
| 5       | január 6.  | Tozeur                | El Borma              | 494          |
| 6       | január 7.  | El Borma              | Gadamés               | 278          |
| 7       | január 8.  | Gadamés               | Ghat                  | 691          |
| 8       | január 9.  | Ghat                  | Sabha                 | 727          |
| 9       | január 10. | Sabha                 | Zillah                | 585          |
| 10      | január 11. | Zillah                | Sarir                 | 554          |
| 11      | január 12. | Sarir                 | Siwa                  | 586          |
| 12      | január 13. | Pihenőnap             |                       |              |
|         | január 14. | Siwa                  | Siwa                  | 445          |
| 13      | január 15. | Siwa                  | Dakhla                | 657          |
| 14      | január 16. | Dakhla                | Luxor                 | 702          |
| 15      | január 17. | Luxor                 | Abu Rish              | 576          |
| 16      | január 18. | Abu Rish              | Sarm es-Sejk          | 828          |
| 17      | január 19. | Sarm es-Sejk          | Sarm es-Sejk          | 56           |

## Végeredmény
A versenyt összesen 98 motoros, 61 autós és 27 kamionos fejezte be.

### Motor
|    | Versenyző      | Motor |
| -- | -------------- | ----- |
| 1. | Richard Sainct | KTM   |
| 2. | Cyril Despres  | KTM   |
| 3. | Fabrizio Meoni | KTM   |

### Autó
|    | Versenyző            | Motor      |
| -- | -------------------- | ---------- |
| 1. | Maszuoka Hirosi      | Mitsubishi |
| 2. | Jean Pierre Fontenay | Mitsubishi |
| 3. | Stéphane Peterhansel | Mitsubishi |

### Kamion
|    | Versenyző        | Motor     |
| -- | ---------------- | --------- |
| 1. | Vlagyimir Csagin | Kamaz     |
| 2. | André de Azevedo | Petrobras |
| 3. | Firdaus Kabirov  | Kamaz     |